# Stiloculicoides
Stiloculicoides är ett släkte av tvåvingar. Stiloculicoides ingår i familjen svidknott.
Kladogram enligt Catalogue of Life:
| Stiloculicoides | \| \| Stiloculicoides africanus \| \| \| \| \| \| Stiloculicoides congoensis \| \| \| \| \| \| Stiloculicoides guineensis \| \| \| \| \| \| Stiloculicoides kindiae \| \| \| \| \| \| Stiloculicoides vauclusensis \| \| \| \| |
|                 | \| \| Stiloculicoides africanus \| \| \| \| \| \| Stiloculicoides congoensis \| \| \| \| \| \| Stiloculicoides guineensis \| \| \| \| \| \| Stiloculicoides kindiae \| \| \| \| \| \| Stiloculicoides vauclusensis \| \| \| \| |
|                 | Stiloculicoides africanus |
|                 | |
|                 | Stiloculicoides congoensis |
|                 | |
|                 | Stiloculicoides guineensis |
|                 | |
|                 | Stiloculicoides kindiae |
|                 | |
|                 | Stiloculicoides vauclusensis |
|                 | |